# Trelleborgs museum

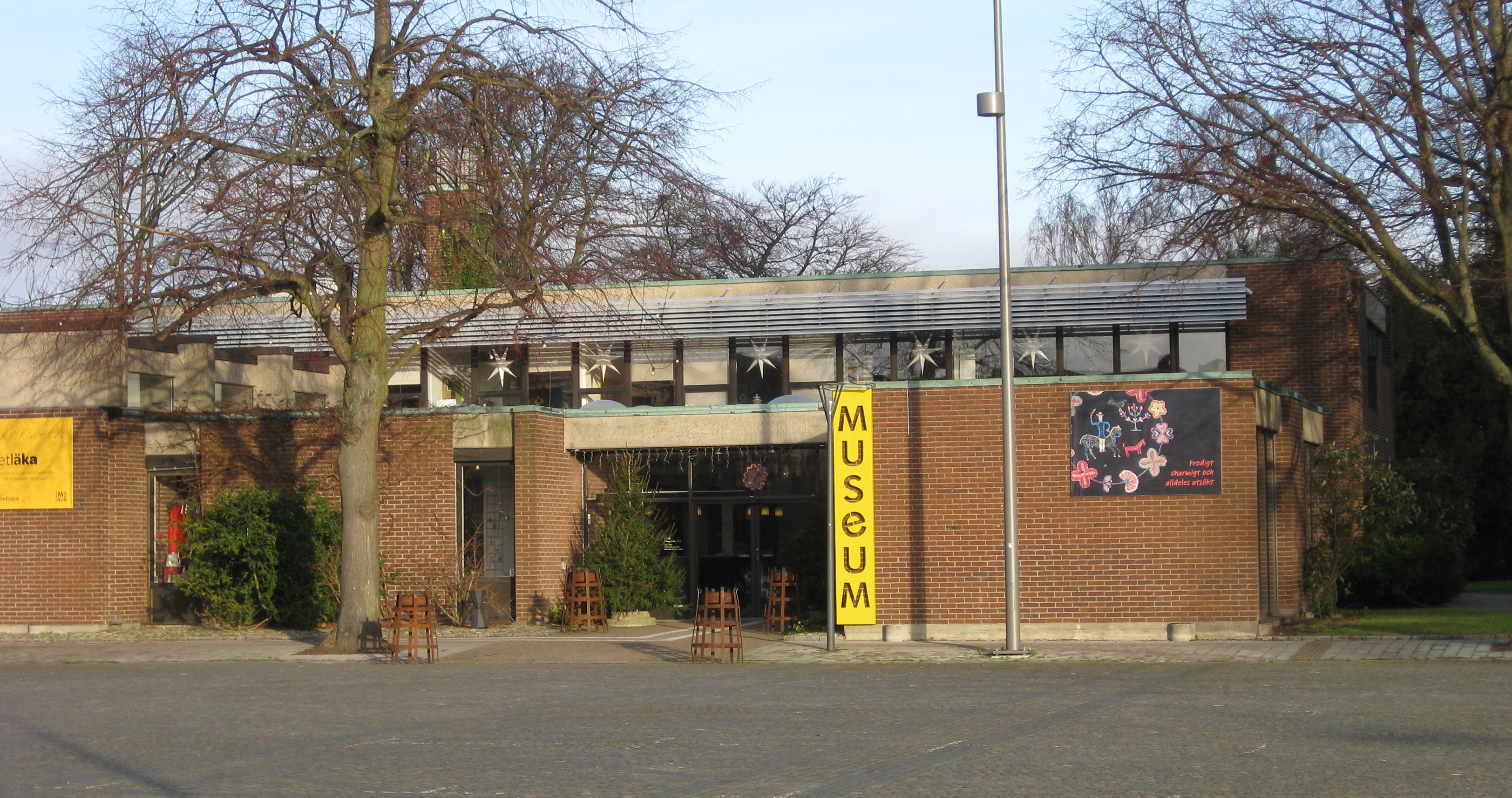
Trelleborgs museum vid Stortorget.

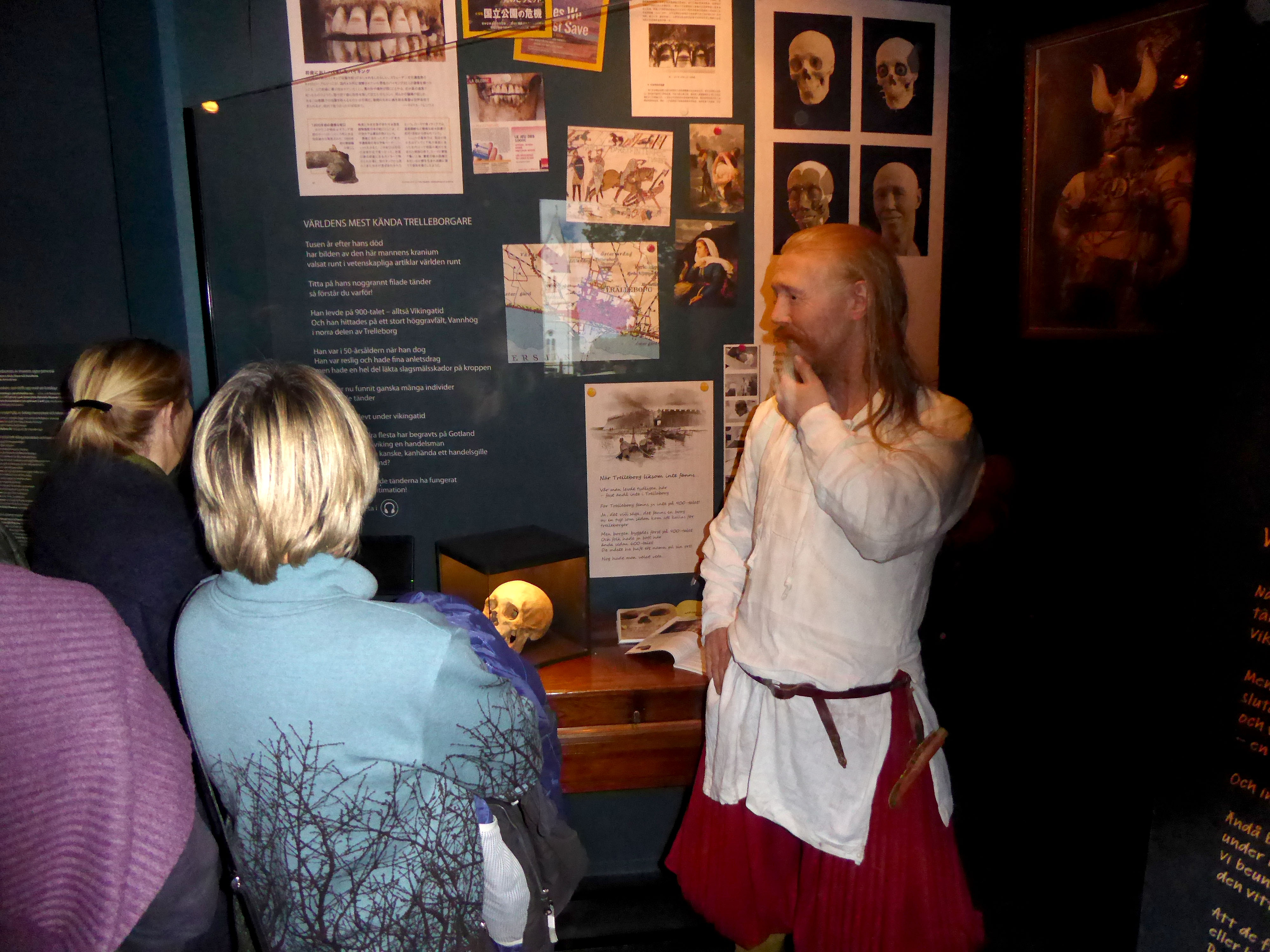
Från museets forntidsutställning Öga mot Öga.

Trelleborgs museum är ett kulturhistoriskt stadsmuseum i Trelleborg. Museet är beläget invid Stortorget, mitt i Trelleborgs centrum. Hit flyttade museet 2010 efter att tidigare (sedan 1934) ha funnits i Trelleborgs lasaretts gamla lokaler i östra delarna av Trelleborg. Den nuvarande byggnaden inrymde tidigare tingshuset för Trelleborgs tingsrätt. Byggnaden som ritats av Fritz Jaenecke invigdes 1972.
Trelleborgs Museum ingår i Trelleborgs museer som i övrigt består av Axel Ebbes Konsthall, Trelleborgen och Borgquistska hattmuseet.
Museet har sitt ursprung i de fornminnessamlingar som stadsträdgårdsmästaren och arbetschefen Axel Andersson började bygga upp 1896. På museet visas både Söderslätts och stadens historia och olika tillfälliga utställningar, varav mycket konst och konsthantverk. Museet lyfter i sina permanenta utställningar fram Söderslätts forntid men också Trelleborgs historia från medeltid fram i modern tid. Här visas bland annat de unika stenåldersfynden från boplatserna vid Skateholmsboplatsen från 5250–4900 f.Kr. På museet finns också en biograf som visar äldre och nyare filmer nonstop.

## Fasta utställningar

### ÖGA mot ÖGA
En utställning där man kommer nära de forna invånarna på Söderslätt, alltifrån det fiskar-samlarfolk som för 7000 år sedan levde ute i Skateholm, till vikingen med märkligt filade tänder, som begravdes för 1000 år sedan. Skateholmgravfältet tillhör de arkeologiska höjdpunkterna i Skandinavien. Ett flertal gravar är direkt intagna från Skateholm.

### Stadslifv

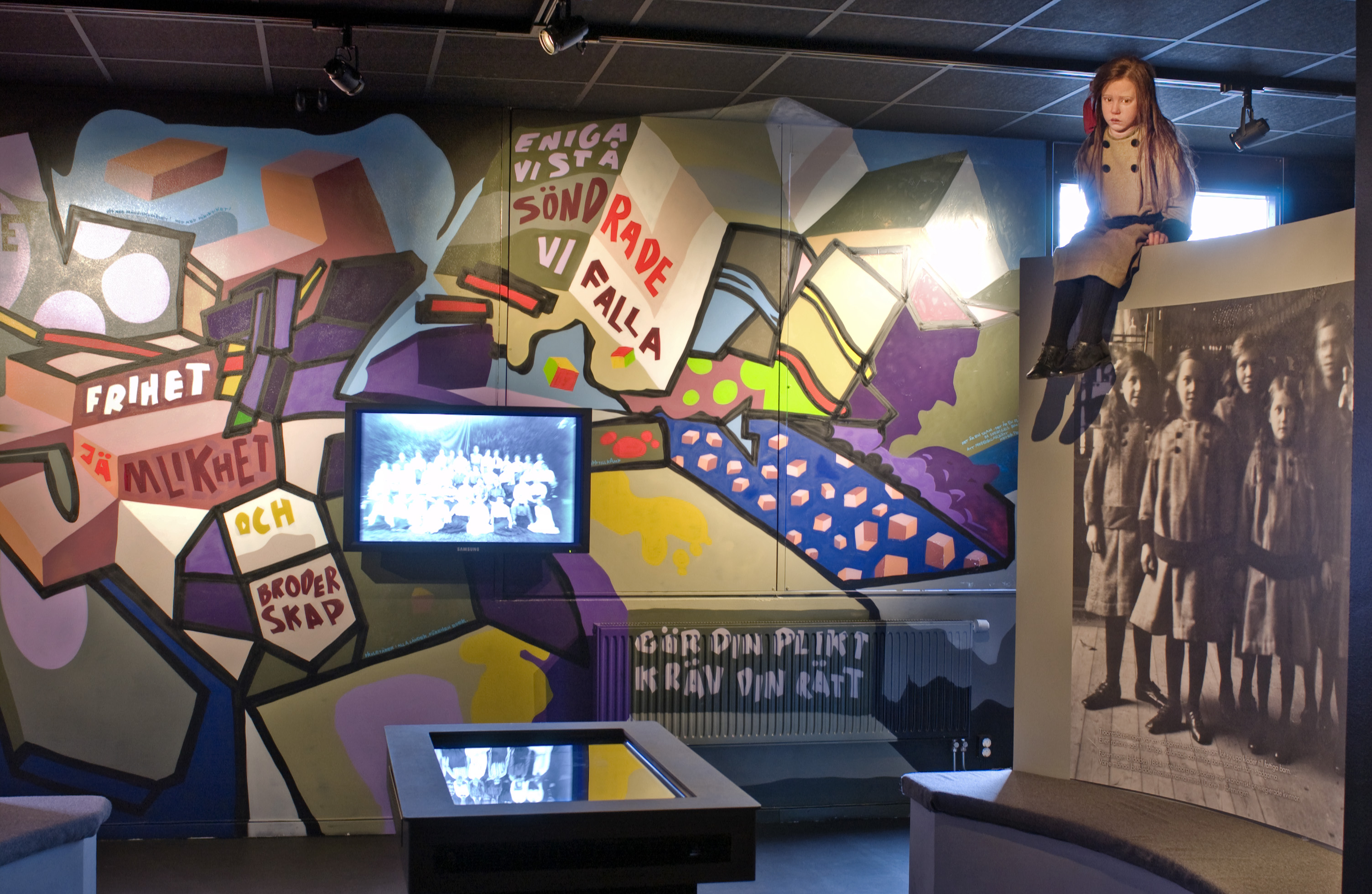
Tioöresflickan i utställningen Stadslifv. Flickan är byggd av Oscar Nilsson.

1867 blev Trelleborg stad för andra gången. Första gången var under tidigt 1200-tal, då sillfisket nådde oanade höjder. Men på 1600-talet förlorades stadsrättigheterna – upprepade klagomål från främst Malmö satte stopp för vidare tillväxt. År 1867 kunde staten dock inte längre stå emot – Trelleborg blev åter stad. Detta var grosshandlarnas och entreprenörernas era – och arbetarnas. Men den industriella revolutionen var så mycket mer än mekanik och teknik. Det var också framväxten av ett helt nytt samhällssystem. En tid när människor gick samman och kämpade för religionsfrihet, nykterhet, jämställdhet och bättre arbetsvillkor.